# Hild Henriksen
Hild Henriksen, född 20 november 1919, död 2 maj 1994, var en norsk barnboksförfattare.
Hennes enda bok kom 1959 Vestover til Østen, och handlar om den unga «gnistan», radiotelegrafisten Lines upplevelser.  Boken översattes till svenska, danska och engelska, och författaren fick Kultur- och kyrkodepartementets pris för boken.